# San Ignacio, Zapotlán del Rey
San Ignacio är en ort i Mexiko.   Den ligger i kommunen Zapotlán del Rey och delstaten Jalisco, i den centrala delen av landet, 400 km väster om huvudstaden Mexico City. San Ignacio ligger 1 550 meter över havet och antalet invånare är 204.
Terrängen runt San Ignacio är platt åt nordost, men åt sydväst är den kuperad. Runt San Ignacio är det ganska tätbefolkat, med 155 invånare per kvadratkilometer. Närmaste större samhälle är Ocotlán, 14,6 km söder om San Ignacio. Trakten runt San Ignacio består till största delen av jordbruksmark.